# Засліплений бажаннями (фільм, 2000)
«Засліплений бажаннями» (англ. Bedazzled) — кінокомедія 2000-го року від режисера Гарольда Рейміса. Фільм є ремейком однойменного фільму 1967 року за сюжетом Пітера Кука і Дадлі Мура. В головних ролях  — Брендан Фрейзер і Елізабет Герлі.

## Сюжет
Елліот Річардс (Брендан Фрейзер) — безперспективний житель Сан-Франциско з нудною роботою і без справжніх друзів. Йому подобається його колега Елісон Гарднер (Френсіс О'Коннор), але у нього не вистачає сміливості запросити її на побачення. Коли так звані друзі залишають його самого у барі при невдалій спробі поговорити з Елісон, він вголос вимовляє, що пішов би на все заради того, щоб бути з Елісон. Його бажання чує сам диявол (Елізабет Герлі) у вигляді прекрасної жінки. Вона пропонує йому сім будь-яких бажань в обмін на його душу.
Як і варто очікувати від диявола, в такій угоді є хитрощі. Всі бажання, які просить Елліот Диявол виконує таким чином, що Елліоту не подобається результат.
- В якості пробного бажання він загадує біг-мак і кока-колу. Диявол веде його в найближчий McDonald's і робить замовлення на Елліота, причому Елліоту доводиться самому його оплачувати, бо «безплатних сніданків не існує».

Потім диявол везе Елліота на чорному Lamborghini Diablo до свого нічного клубу в Окленді і переконує його підписати контракт значного розміру, перш ніж виконувати його наступні бажання:
1. Елліот бажає отримати багатство, владу і хоче щоб Елісон стала його дружиною. Диявол перетворює його на колумбійського наркобарона Пабло Ескобара. Дружина зневажає його, крутячи роман з вчителем англійської мови. Бізнес-партнери готуються захопили бізнес в свої руки і вбити Елліота.
2. Дізнавшись про те, що  Елісон подобаються емоційно чутливі чоловіки, він бажає стати таким. Диявол робить його настільки чутливим, що він проводить більшу частину часу, плачучи від того, наскільки прекрасний вечірній захід сонця. Елісон це швидко набридає і вона, незважаючи на те, що стверджувала раніше, відкрито говорить, що їй потрібен чоловік, який лише прикидається чутливим, а насправді бажає затягнути її в ліжко і покидає Елліота.
3. Елліот хоче стати атлетом-суперзіркою. Диявол робить його двохметровим баскетболістом, але з крихітним пенісом і дуже низьким інтелектом через що Елісон втрачає до нього будь-який інтерес.
4. Елліот хоче стати дотепним інтелігентом з великим чоловічим достоїнством. Диявол перетворює його у всесвітньо відомого письменника, який виявляється гомосексуалом, що проживає з іншим чоловіком.
5. Облишивши особисті бажання, Елліот вирішує робити загальне добро і просить зробити його президентом США. Диявол робить його Авраамом Лінкольном за декілька хвилин до його вбивства.

Після кожного відкинутого бажання (набравши 666 на пейджері, інколи перед самою смертю) Елліот повертається до диявола, яка звинувачує його в тому, що він некоректно формує свої бажання і пропонує йому спробувати ще. Ці зустрічі проходять в різних місцях, де диявол грає кожного разу нову роль.
Зрештою, Елліот повертається на роботу, вирішивши подумати, перш ніж загадувати останніх два бажання. Але диявол підмічає, що його прохання про біг-мак вважається одним з бажань, тож у нього залишилось лише одне.
Намагаючись попросити допомоги у Бога, Елліот сповідується священнику, який, вирішивши, що розмовляє з божевільним, викликає поліцію і Елліота забирають у відділок. Черговий сержант садить його до камери і диявол (у формі поліцейського) виводить його. В камері Елліот зустрічається із загадковим незнайомцем (Гебріел Кассеус), пізніше з'ясовується, що це сам Господь, який пояснює йому, що людина не може просто продати свою душу, так як вона належить Богу. Елліот повертається до Диявола і просить її скасувати контракт. Коли вона не погоджується, Елліот відмовляється використовувати своє останнє бажання. Але так як існує часове обмеження на виконання бажань, диявол в люті телепортує себе і його в пекло. Коли диявол змушує вимовити останнє бажання, Елліот говорить, що його останнє бажання — щоб Елісон була щаслива. Диявол важко зітхає і розпадається на мільйони шматочків, а Елліот падає в безодню Пекла. Він прокидається на мармурових сходах, думаючи, що опинився у раю. З'являється диявол і пояснює, що це — будівля суду, і що за умовами контракту (який ніхто ніколи не читає) самовіддане бажання анулює угоду, тож душа Елліота їй більше не належить.
Перед прощанням Елліот зізнається, що здружився з дияволом, незважаючи на її маніпуляції. Диявол не сперечається, лише відповідає, що класична боротьба між Богом і Дияволом — бутафорія. Врешті-решт, рай і пекло можна знайти на самій Землі — вибір за людьми.
Елліот, набравшись сміливості, підходить до Елісон і запрошує її на побачення, але вона відповідає, що у неї вже є хлопець (що, судячи з усього і є виконанням останнього бажання Елліота). Він приймає відмову, повертається до свого життя і знайомиться з новою сусідкою, Ніколь Деларуссо (яку теж грає Френсіс О'Коннор), з якою починає зустрічатись.

## В ролях
- Брендан Фрейзер в ролі Елліота Річардса / Хефе / «Мері» / Авраама Лінкольна
- Елізабет Герлі в ролі Диявола
- Френсіс О'Коннор в ролі Елісон Гарднер / Ніколь Деларуссо
- Орландо Джонс в ролі Деніеля / Дена / Денни / Естебана / пляжного атлета / Ламара Гарретта / доктора Нгегітігегітібаба
- Пол Адельштейн в ролі Боба / Роберто / пляжного атлета
- Тобі Хасс в ролі Джеррі / Алехандро / пляжний атлет / Джеррі Тернер / Ленс
- Гебріел Кассеус в ролі співкамерника
- Брайан Дойль-Мюррей в ролі священника
- Джефф Дусетт в ролі чергового сержанта
- Аарон Лустіг в ролі менеджера Елліота
- Рудольф Мартін в ролі Рауля
- Джуліан Фірт в ролі Джона Бута